# Konstantin Gottlieb Knauth
Konstantin Gottlieb Knauth  (* 28. August 1814 in  Königsberg i. Pr.; † 1864) war ein deutscher Arzt und Abgeordneter in Ostpreußen. 

## Leben
Knauth besuchte das  Königliche Gymnasium Lyck. Nach dem Abitur studierte er Medizin an der Albertus-Universität Königsberg. Im Sommersemester 1832 wurde er mit Otto Hesse und Ernst Hahnrieder im  Corps Masovia aktiv. Die  Friedrich-Wilhelms-Universität zu Berlin  promovierte ihn 1837 zum Dr. med. Als Arzt praktizierte er in Ruß, Kreis Heydekrug. Später ließ er sich  Memel nieder. Er starb mit 50 Jahren.
Knauth war Mitglied der Preußischen Nationalversammlung von 1848. In der 1. Wahlperiode von 1849 vertrat er den Wahlkreis Königsberg im Preußischen Abgeordnetenhaus. Er gehörte zur Fraktion Linke.